# Zagato Mostro Maserati
La Zagato Mostro powered by Maserati (« Mostro » signifie « monstre » en italien) est une voiture GT coupé du designer italien Zagato fabriquée à seulement cinq exemplaires en 2015. Motorisée par un moteur V8 Maserati, elle est inspirée du modèle unique de Maserati 450S Mostro Zagato de 1957. Elle est présentée au concours d'élégance Villa d'Este 2015, en hommage aux 100 ans de la marque Maserati. Le châssis de la voiture a été entièrement réalisé par le constructeur belge Automobiles Gillet sur base de celui existant pour la Vertigo .5 Spirit.

## Historique
Deux Maserati 450S sont engagées par Maserati aux 24 Heures du Mans 1957 :
- Un Spyder piloté par Jean Behra et André Simon
- Un modèle unique de GT Zagato Mostro, du designer Medardo Fantuzzi, piloté par Stirling Moss et Harry Schell

Avec leurs carrosseries allégées en aluminium et leurs moteurs V8 4,5 L de 400 ch, elles sont les voitures les plus rapides du monde de cette époque. Elles dominent en puissance les Jaguar D-Type, Ferrari 250 Testa Rossa, et autre Aston Martin DBR1 de l'époque, et tentent d'atteindre sans succès suite à défaillance et casse de moteur, la vitesse record de 320 km/h sur la ligne droite des Hunaudières.

Maserati 450S 24 Heures du Mans 1957
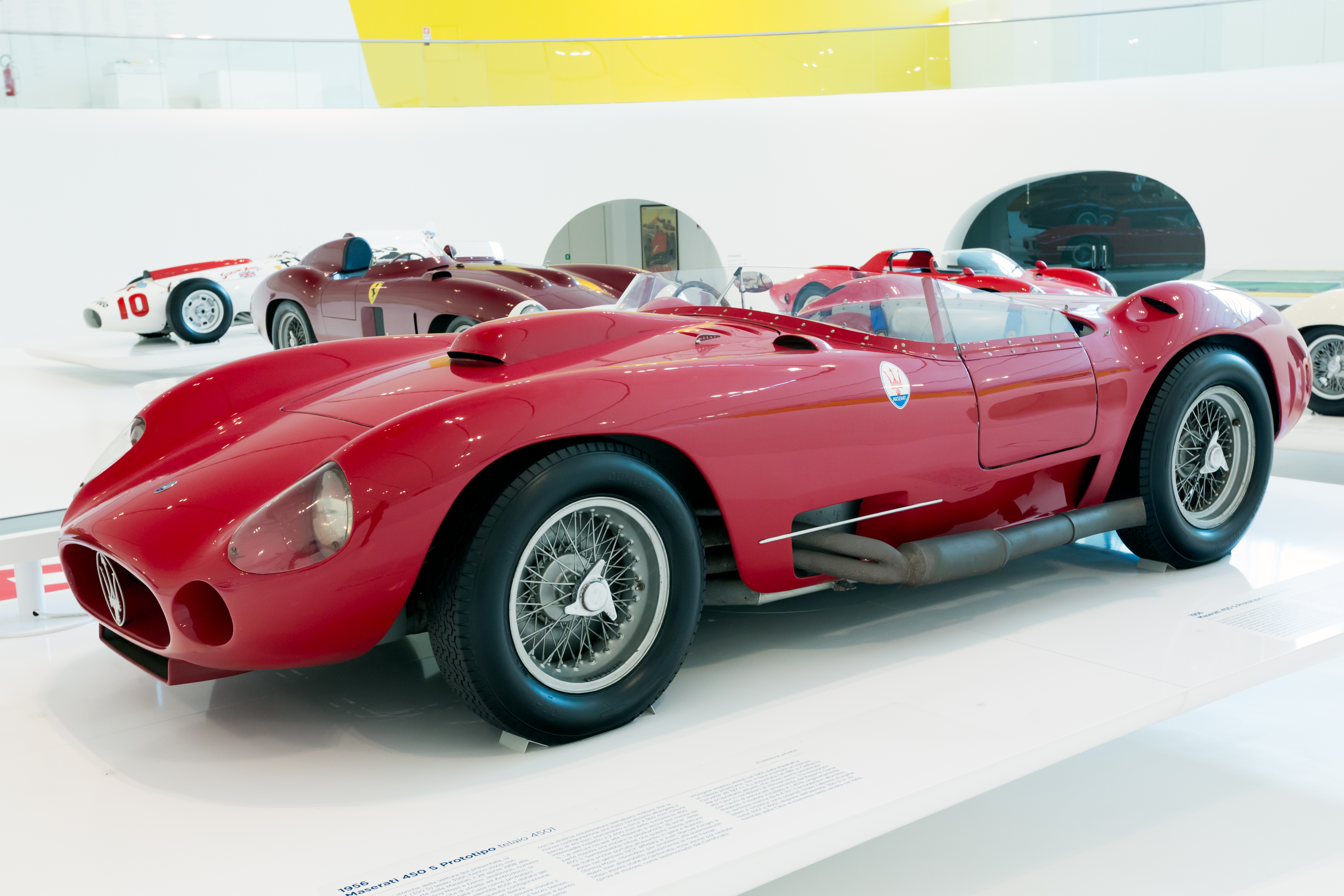
Maserati 450S Spyder
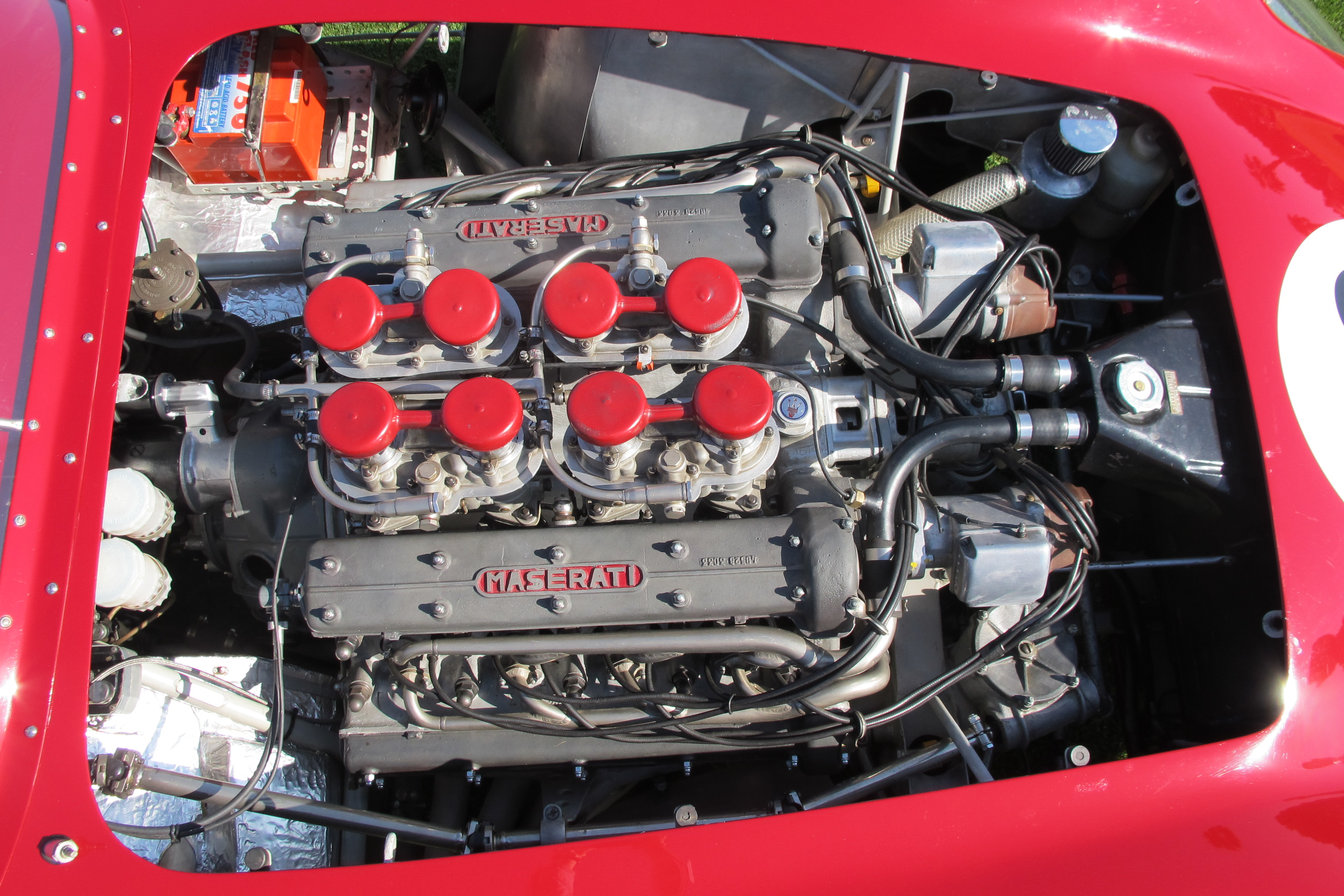
Moteur V8 4,5 L de 400 chevaux Maserati 450S
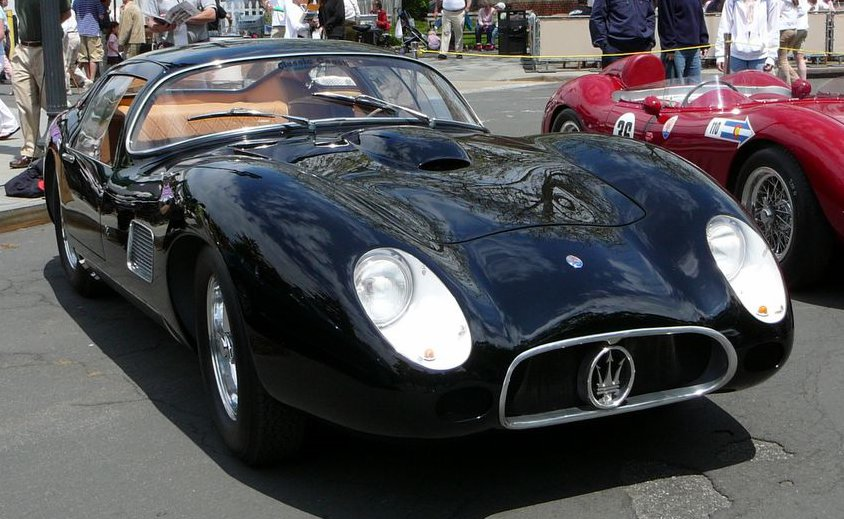
Modèle unique de Maserati 450S Mostro Zagato GT

En 2015, pour fêter les 100 ans de la marque Maserati, fondée par les frères Maserati en 1914, et en hommage à leur longue collaboration historique depuis les années 1930, le maître en design de carrosserie Zagato réactualise le modèle unique de la Maserati 450S Zagato Mostro GT de 1957, avec une série de cinq exemplaires, tous pré-vendus à des collectionneurs privilégiés fortunés, avec logo en trident Maserati sur la calandre. Le prototype (sans aileron, ni logo Maserati) est présenté au prestigieux concours d'élégance Villa d'Este du lac de Côme fin mai 2015 près de Milan en Italie.

Zagato Mostro Maserati GT 2015
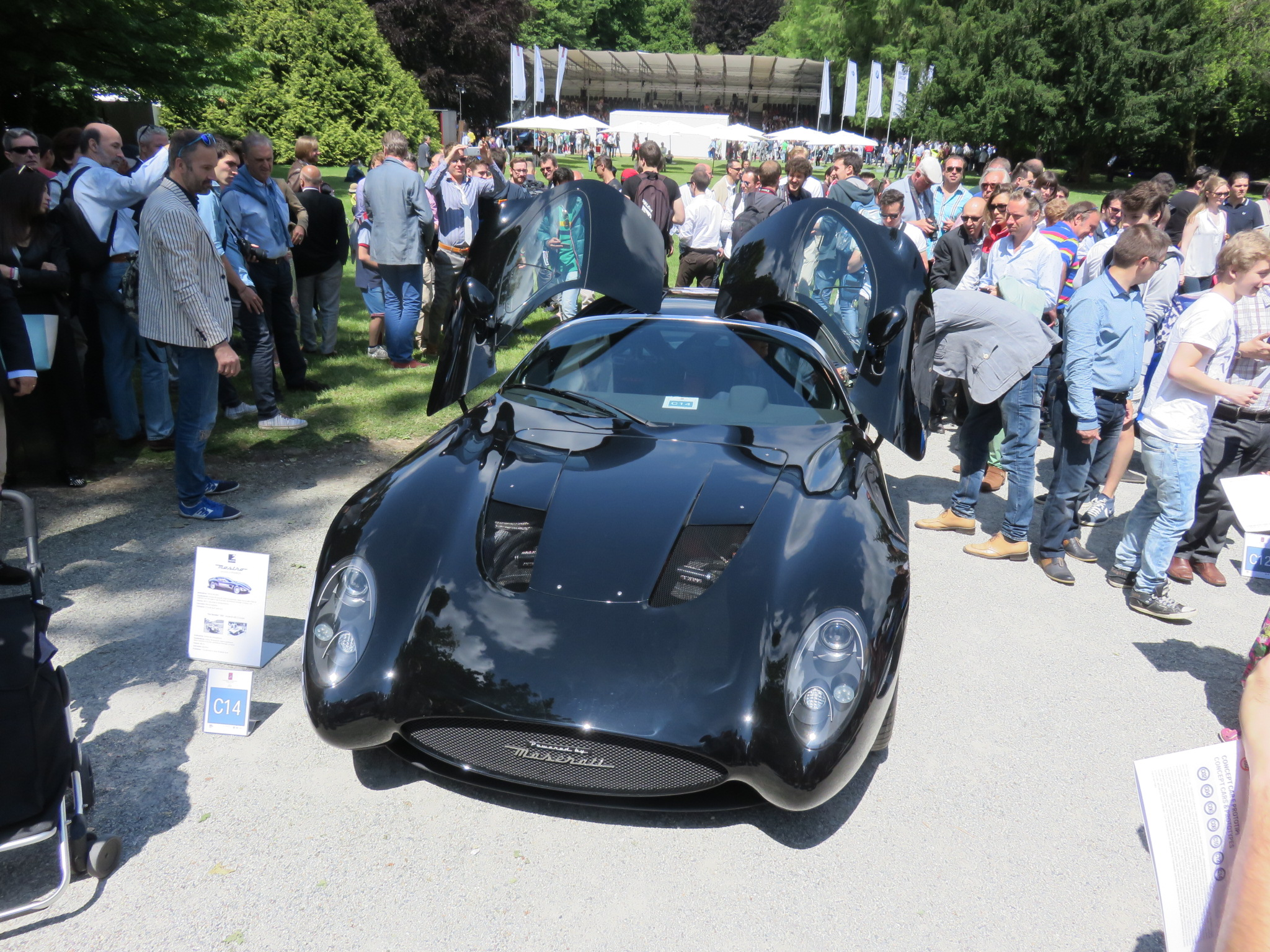
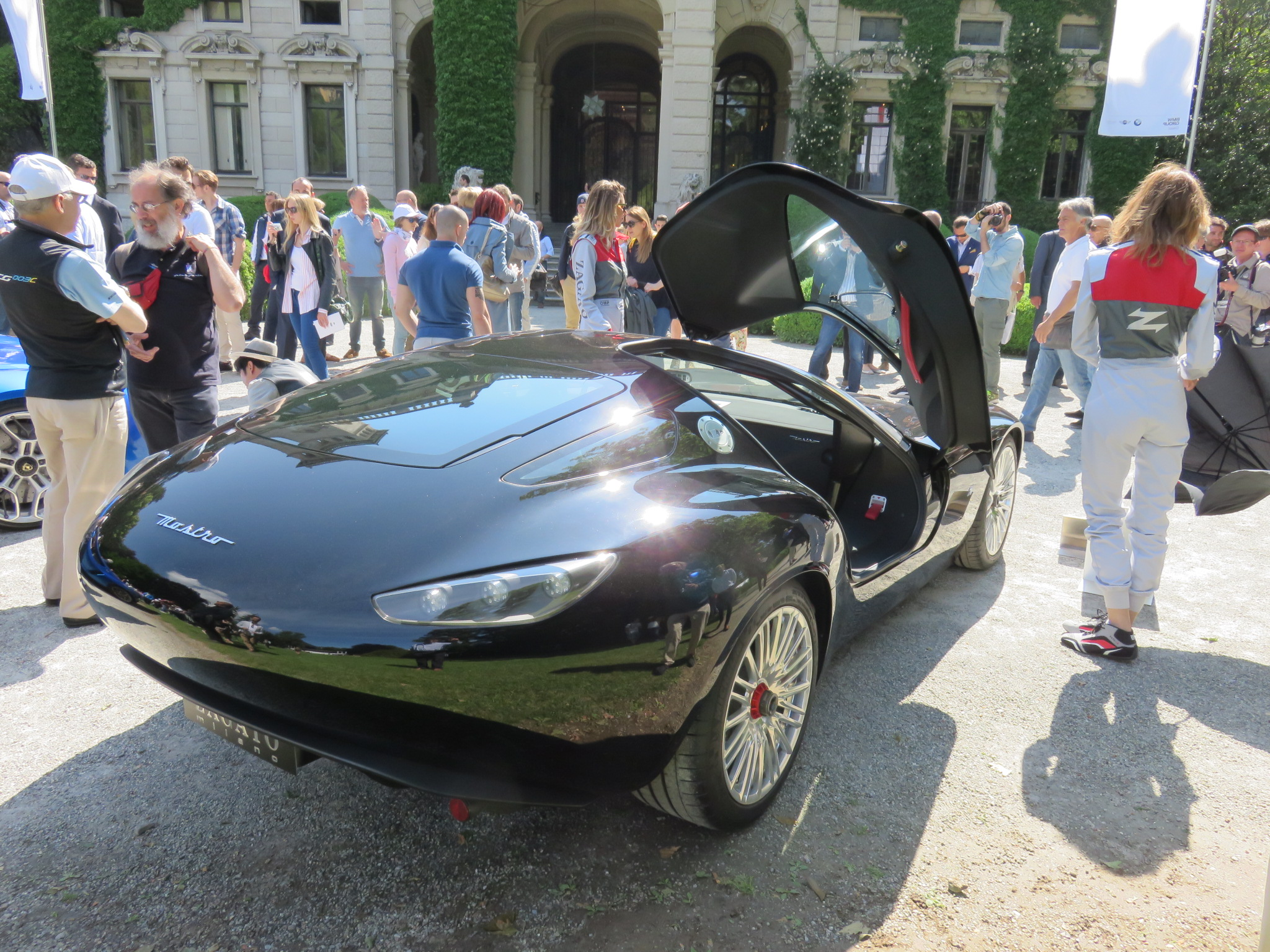
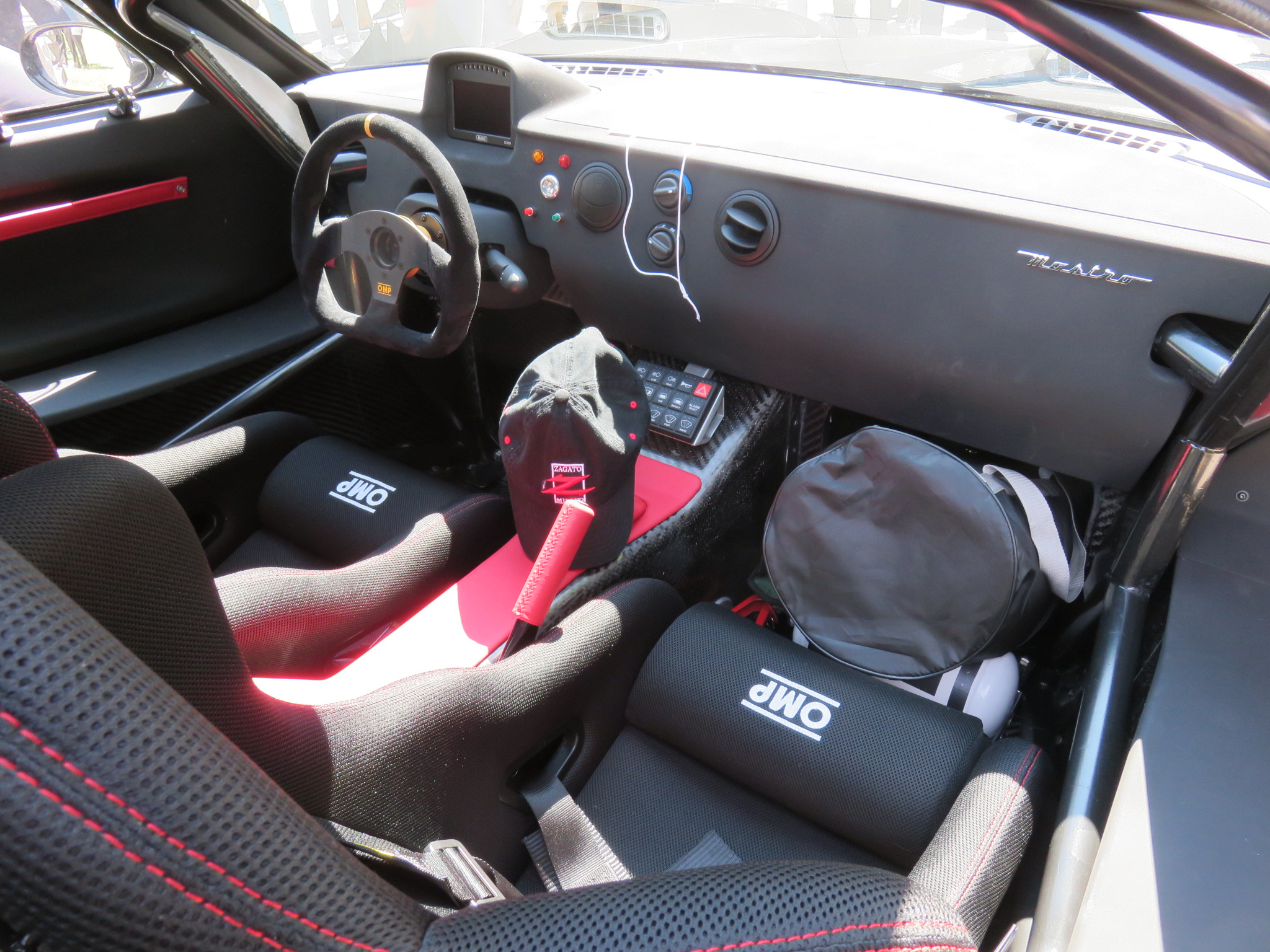

La carrosserie aux lignes rétros, remises au goût du jour par le designer japonais Norihiko Harada (chef design chez Zagato), est en fibre de carbone, avec capot long et habitacle très reculé, toit surbaissé, portes papillons en élytre, écran numérique à titre de tableau de bord, pour un poids total allégé de 1 000 kg. Le « monstre » est motorisé par un moteur V8 Maserati de 4,2 L développant 420 chevaux, équipé d'une boîte de vitesses semi-automatique à six rapports de Maserati GranTurismo.